# Bomaanslag in Brighton op 12 oktober 1984
De bomaanslag in Brighton was een bomaanslag bij het Grand Hotel in de Engelse kustplaats Brighton op 12 oktober 1984.
Patrick Magee, lid van de Provisional Irish Republican Army, plaatste een tijdbom met de bedoeling premier Margaret Thatcher en leden van haar kabinet om het leven te brengen. Deze verbleven in het hotel voor het jaarlijkse partijcongres van de Conservatieve Partij. Terwijl Thatcher en haar man Denis beiden ternauwernood ontsnapten, vielen er vijf doden, onder wie twee vooraanstaande leden van de Conservatieve Partij, en raakten 31 personen gewond.
Magee had de bom geplaatst in de badkamer van Margaret Thatcher. Thatcher had de badkamer echter net verlaten toen de bom afging en overleefde de aanslag zonder noemenswaardige verwondingen. In haar memoires schreef zij naderhand dat ze de aanslag sowieso overleefd zou hebben, ook als ze in de badkamer zou zijn geweest op het moment dat de bom afging. Thatcher stond erop dat het congres die dag als gepland om 9.30 uur geopend zou worden. 's Middags om 14.30 uur hield zij een toespraak, hierna vertrok ze naar het ziekenhuis om de gewonden te bezoeken.
Magee werd een jaar later wegens deze aanslag en het beramen van een andere bomaanslag veroordeeld tot achtmaal levenslang, met een minimum van 35 jaar, een straf die minister van Binnenlandse Zaken Michael Howard later verzwaarde door hem de mogelijkheid tot vervroegde invrijheidstelling te ontnemen, maar Magee kwam in 1999 onder de bepalingen van het Goedevrijdagakkoord na veertien jaar vrij.